# Telemarketing
Telemarketing, også kendt som telefonsalg er en metode til direkte markedsføring, hvor en sælger udbeder potentielle kunder til at købe produkter eller tjenester, enten over telefonen eller via en efterfølgende ansigt til ansigt. I Danmark sætter dørsalgsloven begrænsning for, hvornår det er muligt at kontakte private personer via telefonen.
 Der er for få eller ingen kildehenvisninger i denne artikel, hvilket er et problem. Du kan hjælpe ved at angive troværdige kilder til de påstande, som fremføres i artiklen.

| Erhverv og erhvervsliv | Spire Denne artikel om erhverv, erhvervsliv og arbejdsmarked er en spire som bør udbygges. Du er velkommen til at hjælpe Wikipedia ved at udvide den. |